# Mededeelingen van de Nederlandsche Vereeniging van werkende vrouwen
Mededeelingen van de Nederlandsche Vereeniging van werkende vrouwen was een tijdschrift dat tussen 1934 en 1936 verscheen in Nederland. Het blad had als doel het versterken van contact tussen de verenigingsleden. De Vereniging van werkende vrouwen streed voor het recht op betaalde arbeid voor vrouwen, behartigde de belangen van werkende vrouwen en stimuleerde leden hun carrière te plannen.
In 1936 ging het tijdschrift over op de naam Mededeelingen van de(n) Nederlandsche(n) Bond van vrouwen werkzaam in bedrijf en beroep. Vanaf 1948 tot 1970 werd het blad uitgegeven als Bulletin van de Nederlandse Bond van Vrouwen werkzaam in Bedrijf en beroep.